# Крейтон (Міссурі)
Крейтон (англ. Creighton) — місто (англ. city) в США, в окрузі Кесс штату Міссурі. Населення — 327 осіб (2020).

## Географія
Крейтон розташований за координатами 38°29′48″ пн. ш. 94°4′20″ зх. д. / 38.49667° пн. ш. 94.07222° зх. д. (38.496557, -94.072089).  За даними Бюро перепису населення США в 2010 році місто мало площу 0,89 км², уся площа — суходіл.

## Демографія
Згідно з переписом 2010 року, у місті мешкало 349 осіб у 142 домогосподарствах у складі 94 родин. Густота населення становила 391 особа/км².  Було 160 помешкань (179/км²).
Расовий склад населення:
| - 95,7 % — білих - 2,0 % — чорних або афроамериканців - 1,7 % — корінних американців |

До двох чи більше рас належало 0,6 %. Частка іспаномовних становила 2,0 % від усіх жителів.
За віковим діапазоном населення розподілялося таким чином: 25,8 % — особи молодші 18 років, 61,3 % — особи у віці 18—64 років, 12,9 % — особи у віці 65 років та старші. Медіана віку мешканця становила 33,9 року. На 100 осіб жіночої статі у місті припадало 95,0 чоловіків;  на 100 жінок у віці від 18 років та старших — 97,7 чоловіків також старших 18 років.
Середній дохід на одне домашнє господарство  становив 44 600 доларів США (медіана — 43 636), а середній дохід на одну сім'ю — 47 195 доларів (медіана — 50 385). За межею бідності перебувало 14,4 % осіб, у тому числі 30,5 % дітей у віці до 18 років та 9,1 % осіб у віці 65 років та старших.
Цивільне працевлаштоване населення становило 118 осіб. Основні галузі зайнятості: освіта, охорона здоров'я та соціальна допомога — 25,4 %, виробництво — 22,0 %, роздрібна торгівля — 16,1 %, публічна адміністрація — 12,7 %.